# Cañada de Las Norias

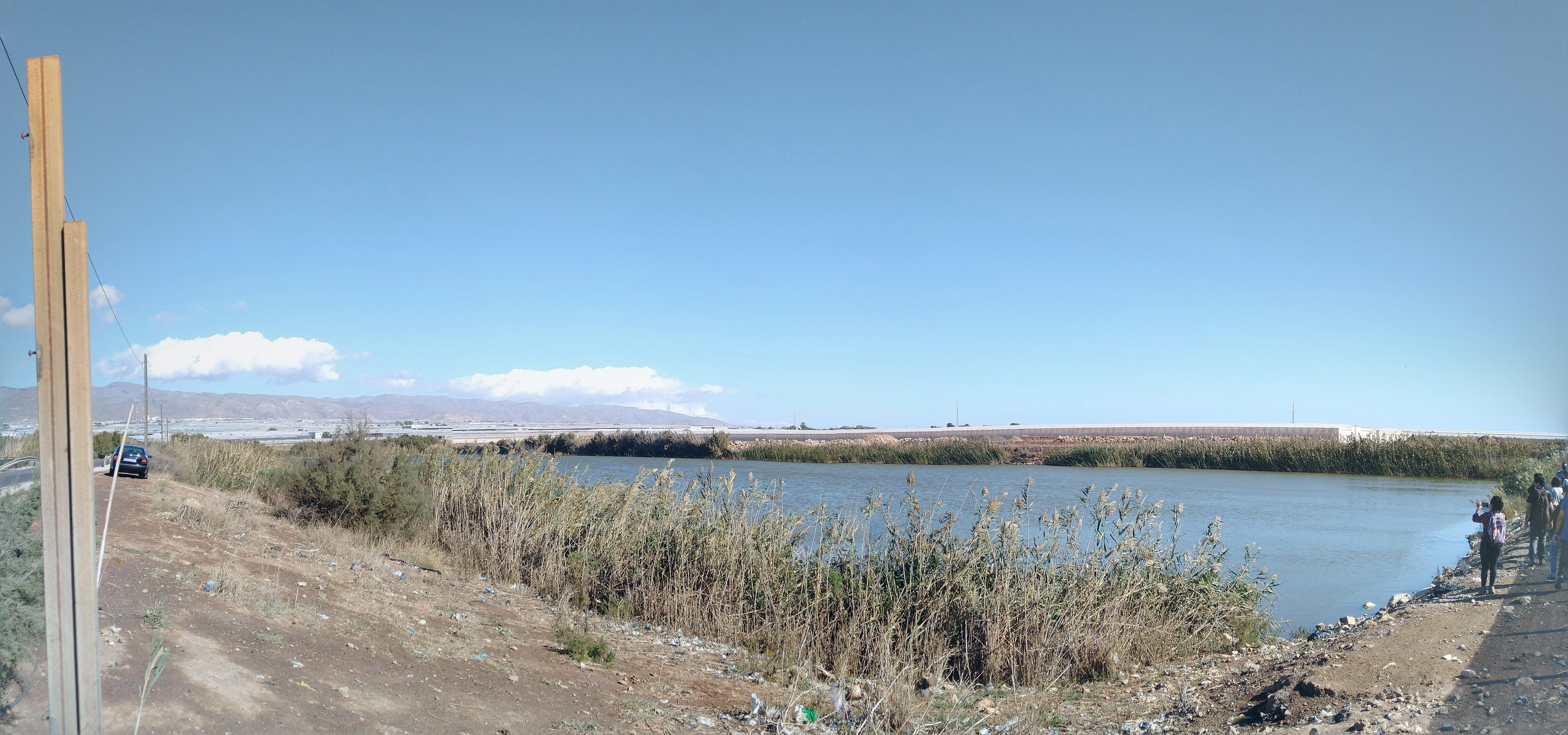

La Cañada de Las Norias es un humedal situado en la pedanía de Las Norias de Daza en El Ejido, en la provincia de Almería en España.

## Descripción
Se trata de un humedal artificial surgido en los años 90 del siglo XX. Se conoce también como la Balsa del Sapo. Se encuentra a una altitud de 21msn y pertenece a la cuenta hidrográfica del Sur. La superficie de la cubeta es de 137,67 ha.

## Hidrogeología

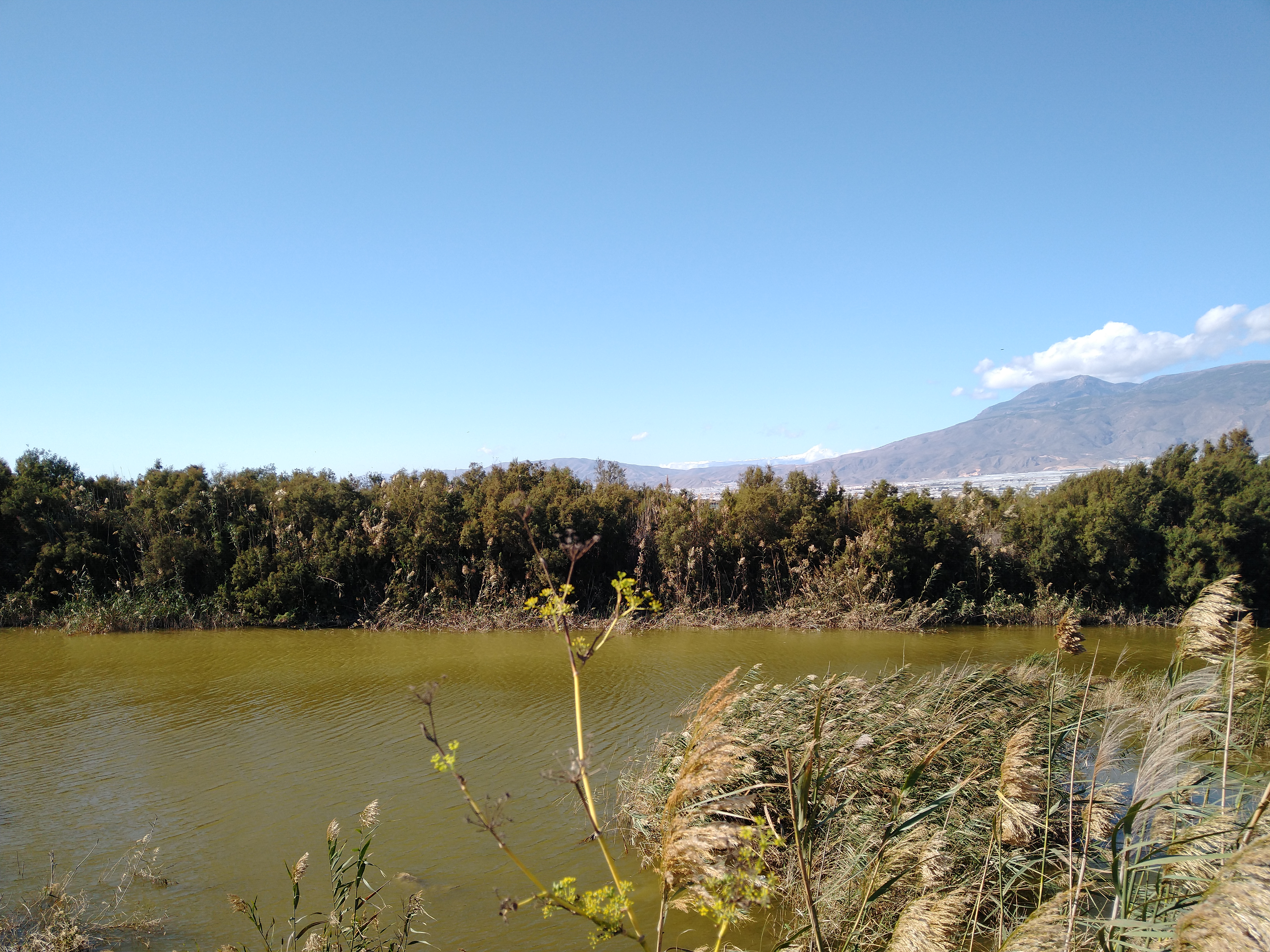

El aporte de agua procede del acuífero central de El Ejido, que es costero, superficial, libre y poroso. En menor medida también tiene aportes de agua de lluvia, con una media de precipitaciones anuales de 250 mm. Esta laguna formó en los años 90 del siglo XX de forma artificial por la extracción continuada durante décadas de arcillas y limos rojos acumulados en la depresión y sobre todo a partir de la introducción de la agricultura intensiva. De esta manera afloraron y seguirán aflorando las aguas subterráneas a la cubeta. La calidad de las aguas del acuífero es de mediocre a mala de tal manera que no se emplea para el riego o para el abastecimiento urbano. Se trata del único humedal de Andalucía cuyo volumen aumenta incluso en años de sequía, más que por las infiltraciones del acuífero por retornos de agua de lluvia y de riego de los invernaderos que lo rodean. Pare resolver los frecuentes episodios de inundaciones que sufrían los vecinos de Las Norias de Daza durante los episodios de lluvias la Junta de Andalucía completó en 2013 dos sistemas de bombeo para poder evacuar al mar el caudal necesario para reducir el nivel del agua a la cota de seguridad.

## Fauna
La riqueza en biodiversidad de este humedal procede de la presencia las aves amenazadas o en peligro de extinción que nidifican, invernan o están presentes en los pasos migratorios.
- Especies amenazadasː Galápago leproso, Zampullín cuellinegro, Garceta común, Martinete común, Pato colorado, Canastera común, Alcaraván común, Cigüeñuela común, Chorlitejo chico, y Charrancito común.
- Especies en peligro de extinciónː Malvasía cabeciblanca, Cerceta pardilla, Porrón pardo, Focha moruna, Garcilla cangrejera y Fumarel común.[4]

Se encuentra en fase de estudio la creación de un parque ornitológico.

## Figuras de protección medioambiental
Por la presencia de aves en peligro de extinción está dentro del Plan de Recuperación y Conservación de Aves de Humedales de la Junta de Andalucía. No se encuentra en ningún Espacio Protegido Natural. Está catalogada en el Inventario de Humedales de Andalucía con el código 1HA611005. 
Está prohibido de manera permanente el ejercicio de la caza en El Ejido en las llamadas Balsa del Sapo, Cañada del Puerco y La Molina.  

## Conservación
Se encuentra afectado por la existencia de construcciones agrícolas, invernaderos, y por la existencia de viarios. Además, le afectan las actividades agrícolas de la agricultura intensiva y se localiza contaminación por nitratos y fosfatos y por residuos plásticos. Tanto la cubeta como la cuenca como las comunidades vegetales están afectadas también por la alteración del régimen hidrológico.